# Plesiochrysa dussumieri
Plesiochrysa dussumieri är en insektsart som först beskrevs av Navás 1912.  Plesiochrysa dussumieri ingår i släktet Plesiochrysa och familjen guldögonsländor. Inga underarter finns listade i Catalogue of Life.